# Diecezja Fajardo–Humacao
Diecezja Fajardo-Humacao (łac. Dioecesis Faiardensis-Humacaensis, hiszp. Diócesis de Fajardo-Humacao) – rzymskokatolicka diecezja ze stolicą w Fajardo, w Portoryko.
Diecezja podlega pod archidiecezję San Juan de Puerto Rico.

## Historia
- 11 marca 2008 powołanie rzymskokatolickiej diecezji Fajardo-Humacao

## Biskup Fajardo-Humacao
- bp. Eusebio Ramos Morales (2008-2017)
- bp. Luis Miranda Rivera (od 2020)